# شب دوازدهم (فیلم ۱۹۵۵)
شب دوازدهم (روسی: Двенадцатая ночь) یک فیلم است که در سال ۱۹۵۵ منتشر شد.